# Francis Maher
Francis „Frank“ Xhaviar Maher Jr. (* 8. Mai 1918 in Detroit, Michigan; † 11. April 1992 in Toledo, Ohio) war ein US-amerikanischer American-Football-Spieler. Er spielte eine Saison auf der Position des Backs in der National Football League (NFL).

## College
Maher spielte von 1937 bis 1939 auf der Position des Fullbacks für die Toledo Rockets an der University of Toledo College Football. Zusätzlich betrieb er als Leichtathlet Weitsprung und 100-Meter-Lauf.

## NFL
Maher wurde im NFL Draft 1940 von den Philadelphia Eagles in der zehnten Runde ausgewählt. Er kam jedoch erst in der Saison 1941 zum Einsatz, wo er je zwei Spiele für die Cleveland Rams und die Pittsburgh Steelers absolvierte. Im Anschluss kämpfte er als Soldat im Zweiten Weltkrieg.